# Lincoln County, Nebraska
Lincoln County är ett administrativt område i delstaten Nebraska, USA, med 36 288 invånare. Den administrativa huvudorten (county seat) är North Platte. 

## Geografi
Enligt United States Census Bureau så har countyt en total area på 6 669 km². 6 640 km² av den arean är land och 29 km² är vatten. 

### Angränsande countyn
- McPherson County - nord
- Logan County - nord
- Custer County - öst
- Dawson County - öst
- Frontier County - söder
- Hayes County - söder
- Perkins County - väst
- Keith County - väst